# ラファウ・クバツキ
ラファウ・アンジェイ・クバツキ（ポーランド語: Rafał Andrzej Kubacki, 1967年3月23日 - ）は、ポーランド出身の柔道家。現役時代は95 kg超級の選手。

## 人物
ヴロツワフ出身。世界ジュニアチャンピオンになるなどジュニアの頃から柔道で活躍する。世界選手権の無差別では2度世界チャンピオンになりながらも、オリンピックではメダルを獲得することはできなかった。202 cm、130 kgと非常に大柄な体格ながら、器用に双手刈を使いこなしていた。2001年にはクォ・ヴァディスという映画にボディーガード役で出演する。のちにポーランド農民党の一員として政治活動に従事している。

## 主な戦績
（階級表記のない大会は全て95 kg超級及び100 kg超級での成績）
- 1985年 - ヨーロッパジュニア　優勝
- 1986年 - 世界ジュニア　優勝
- 1986年 - ヨーロッパジュニア　優勝
- 1987年 - ヨーロッパ選手権　5位
- 1987年 - ヨーロッパジュニア　優勝
- 1987年 - 韓国国際　2位
- 1988年 - ポーランド国際　3位
- 1988年 - 世界学生　3位
- 1989年 - ヨーロッパ選手権　優勝
- 1989年 - 世界選手権　3位
- 1991年 - ハンガリー国際　優勝
- 1991年 - チェコ国際　3位
- 1991年 - ヨーロッパ選手権　3位
- 1991年 - 韓国国際　優勝
- 1992年 - チェコ国際　優勝
- 1992年 - ポーランド国際　3位
- 1993年 - ハンガリー国際　優勝
- 1993年 - チェコ国際　2位
- 1993年 - ポーランド国際　優勝
- 1993年 - ヨーロッパ選手権　3位
- 1993年 - 世界選手権　95 kg超級　5位　無差別　優勝
- 1994年 - チェコ国際　3位
- 1994年 - ポーランド国際　3位
- 1994年 - ヨーロッパ選手権　2位
- 1995年 - ドイツ国際　3位
- 1995年 - チェコ国際　優勝
- 1995年 - ポーランド国際　優勝
- 1995年 - ヨーロッパ選手権　3位
- 1995年 - ミリタリーワールドゲームズ　優勝
- 1996年 - フランス国際　2位
- 1996年 - ドイツ国際　5位
- 1996年 - ハンガリー国際　3位
- 1996年 - ポーランド国際　3位
- 1996年 - ヨーロッパ選手権　3位
- 1997年 - チェコ国際　優勝
- 1997年 - ポーランド国際　3位
- 1997年 - オランダ国際　3位
- 1997年 - ヨーロッパ選手権　3位
- 1997年 - 世界選手権　95 kg超級　7位　無差別　優勝
- 1998年 - ヨーロッパ選手権　2位
- 1999年 - ポーランド国際　2位
- 1999年 - 世界選手権　7位
- 2000年 - ヨーロッパ選手権　無差別　5位